# Synagoge (Peski)

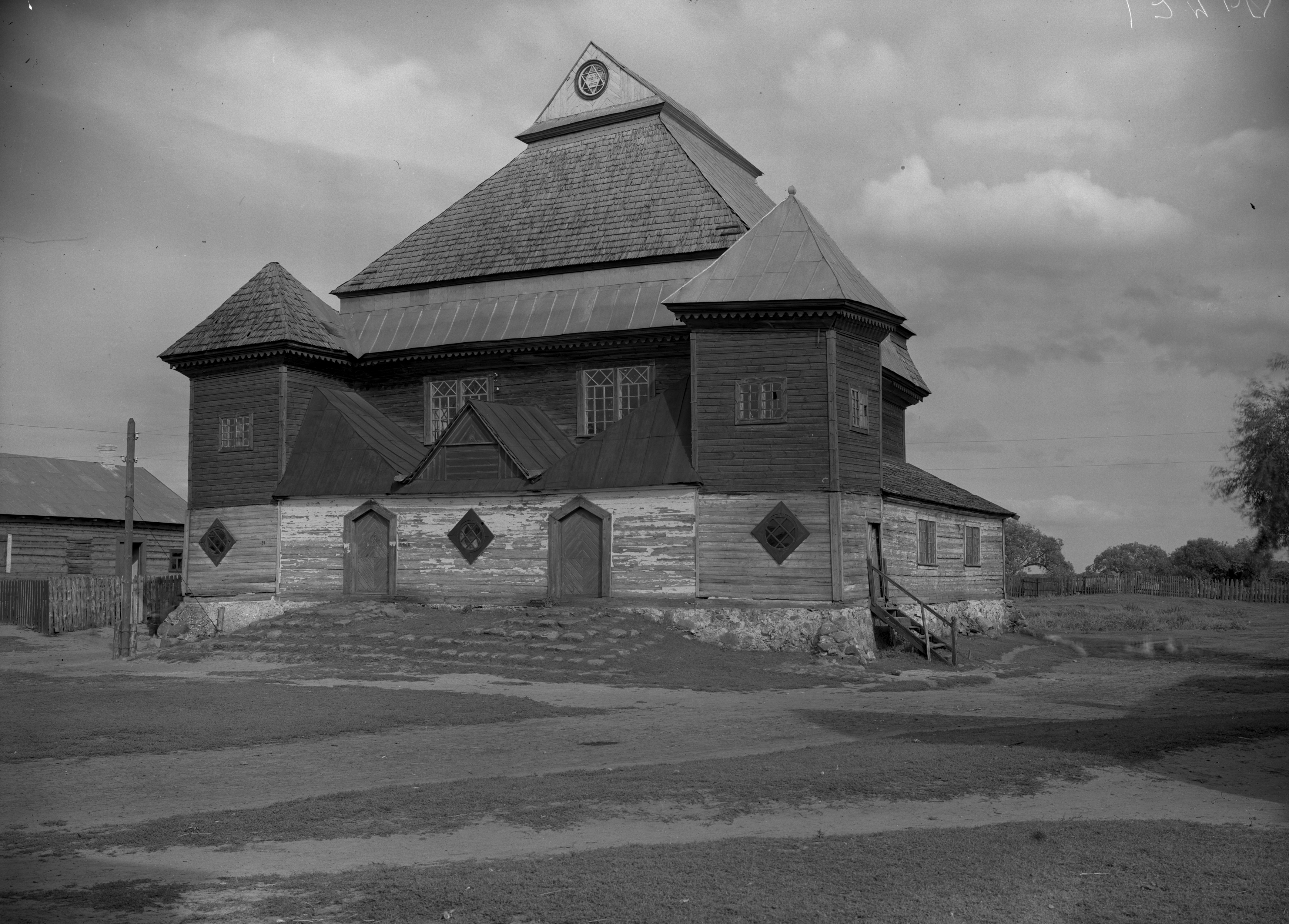
Synagoge (zwischen 1901 und 1939)

Die hölzerne Synagoge in Peski (belarussisch Пескі) in der belarussischen Hrodsenskaja Woblasz wurde in der zweiten Hälfte des 18. Jahrhunderts gebaut und im Zweiten Weltkrieg von den deutschen Besatzern zerstört.

## Architektur
Die mit 12,60 × 12,60 m quadratische Haupthalle war gegenüber den sie an drei Seiten umgebenen Räumen einige Treppenstufen tiefer gelegen. Bis zum Beginn des Gewölbes war sie 7,60 m und bis zu dessen Spitze 13,50 m hoch.
Die wesentlich niedrigeren Anbauten waren im Westen die Vorhalle und im Süden sowie Norden die Gebetsräume der Frauen. Außerdem standen im Westen noch zwei Eckpavillons, deren Wände die gleiche Höhe wie die Wände der Haupthalle hatten. Die Bauten waren aus horizontalen Balken errichtet und ihre Bauweise zeigt, dass alle Gebäudeteile zur gleichen Zeit erbaut wurden.
Der Zugang zur Vorhalle war durch zwei symmetrisch gelegene Türen auf der Westseite, der Zugang zur Haupthalle war dann durch eine Tür in der Mitte. Kleine Treppen an den Seiten führten in die Eckpavillons; von dort war je ein Zugang zu den Frauenräumen. Zugang zu den oberen Ebenen war jeweils durch Treppen in der Vorhalle.
Die Haupthalle hatte auf jeder Seite je zwei (hochgelegene) rechteckige Fensterpaare. Ähnliche, aber kleiner Fenster befanden sich in den Frauenräumen sowie in dem oberen Stockwerk der Pavillons.
Das Dach der Haupthalle bestand aus drei Ebenen: ein unteres Mansardendach, in der Mitte ein Walmdach und darüber ein Giebeldach. In den Giebel der Westseite war bei Umbauten ein rundes Fenster mit Davidstern eingebaut worden. Die Eckpavillons hatten Pyramidendächer.
Die Dächer der Frauenräume lehnten sich an die Seiten im Süden und Norden an. Die Vorhalle hatte querstehende Dächer; an den Seiten je eine Art Pultdach und in der Mitte ein Giebeldach. Dadurch waren die Fenster der Westseite, die sich dazwischen befanden, nicht durch die Dachkonstruktion der Vorhalle verdeckt.

## Inneres

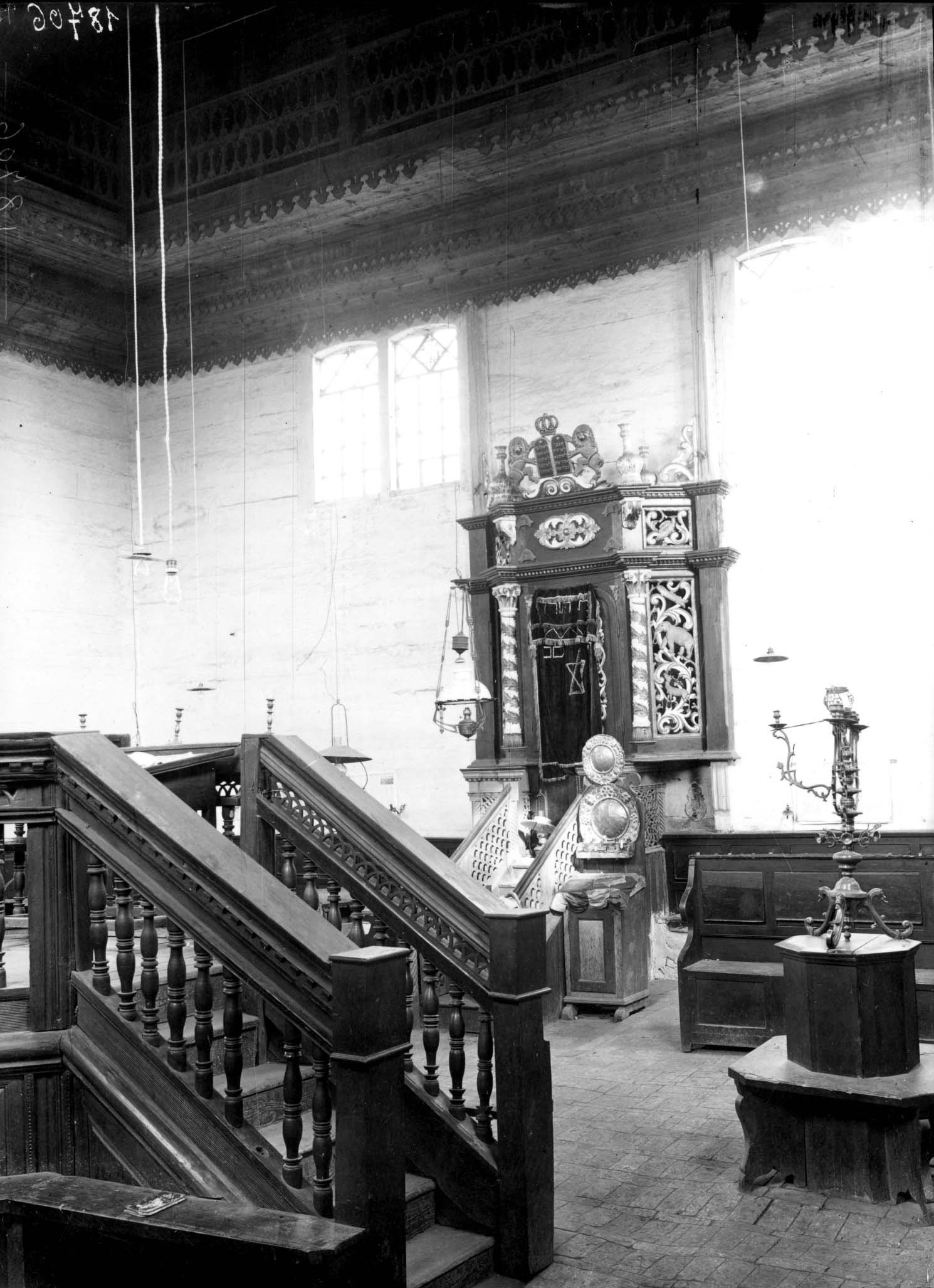
Toraschrein und Aufgang zur Bima (zwischen 1901 und 1939)

Die Bima war ein von einer Balustrade umgebenes achteckiges Podium und befand sich in der Mitte des Raumes.
Zum Toraschrein an der Ostseite führten einige Stufen. Er war trapezförmig mit kleinen Säulen an den Ecken. Die Seiten waren mit Blumenmotiven und Tieren verziert. Darüber befand sich ein Aufbau mit den Gesetzestafeln, die von Löwen gehalten wurden und von einer Krone gekrönt wurden.
Die Wände waren weiß getünscht; nur der Toraschrein war mehrfarbig und die hölzerne Bima war naturfarben.